# Dimethyldioxiran
Dimethyldioxiran ist eine chemische Verbindung aus der Gruppe der Dioxirane, die nur in verdünnter Lösung bekannt ist.

## Gewinnung und Darstellung
Dimethyldioxiran kann durch Reaktion von Aceton mit neutral gepufferten Lösung von Kaliumperoxomonosulfat (Handelsnamen u. a. Oxone und Caroat) gewonnen werden.

## Eigenschaften
Dimethyldioxiran ist eine nur in verdünnter Lösung bekannte chemische Verbindung, die löslich in den meisten organischen Lösungsmitteln ist, jedoch mit vielen davon langsam reagiert. Bei −10 bis −20 °C kann die Lösung unter Lichtausschluss und ohne Kontakt zu Schwermetallspuren etwa eine Woche aufbewahrt werden.

## Verwendung
Dimethyldioxiran wird als selektives, reaktives Oxidierungsreagenz zur Epoxidierung von Alkenen und Arenen, zur Oxidation von Alkoholen, Ethern, Aminen, Iminen und Sulfiden und zur Herstellung von aromatischen Nitroverbindungen verwendet.

## Nachweis
Die Konzentration der Verbindung kann durch iodometrische Titration bestimmt werden.